# Paranoid (film, 2000)
Pour les articles homonymes, voir Paranoid.
Paranoïd (Paranoid) est un film dramatique du Royaume-Uni, réalisé par John Duigan  et sorti en 2000.

## Synopsis
Jeune mannequin plein d’avenir, Chloé est stressée par son travail et est harcelée par des appels anonymes. Lorsque Ned, son amant, propose de partir en week-end dans une maison à la campagne chez des amis, elle saute sur l’occasion. Mais le week-end va tourner au cauchemar car Chloé va se retrouver séquestrée.

## Fiche technique
- Titre original : Paranoid
- Titre français : Paranoïd
- Réalisation : John Duigan
- Durée : 96 min.
- Genre : Drame, suspense
- Sortie en France en DVD le 13 aout 2007 chez l'éditeur Seven7 - "Image 4/3 - VF uniquement".

## Distribution
- Jessica Alba : Chloe
- Iain Glen : Stan
- Jeanne Tripplehorn : Rachel
- Ewen Bremner : Gordon
- Mischa Barton : Theresa
- Kevin Whately : Clive
- Oliver Milburn : Toby
- Gary Love : Ned
- Amy Phillips : Michelle
- David Fahm : Jeremy
- Peter-Hugo Daly : Ellis
- James Bannon : Bryan
- Gina Bellman : Eve
- Hania Barton : Kirstie
- George Costigan : Bryan
- Shelly Dale : Monica
- Helena Hamilton : Anja
- Susannah Harrison : Policewoman
- Sasha Turjak : Vox
- Tilly Vosburgh : Julia

## Autre
C'est dans ce film que Jessica Alba a pour la première fois le rôle principal.